# Liefergrad
Der Liefergrad beschreibt bei einem Verbrennungsmotor mit innermotorischer Verbrennung das Verhältnis der nach Abschluss eines Ladungswechsels tatsächlich im Zylinder enthaltenen Frischladung zur theoretisch maximal möglichen Füllung. In der Betriebswirtschaftslehre ist der Liefergrad eine betriebswirtschaftliche Kennzahl.

## Ottomotor (äußere Gemischbildung)

Viertaktzyklus eines ideal-typisch langsam laufenden Ottomotors: 1: „Ansaugen“ ➝ 2: „Verdichten“ ➝ 3: „Expandieren“ ➝ 4: „Ausschieben“ real schnell laufend bleibt nach Takt 1 der Einlass über den UT hinaus geöffnet, um mehr Zeit zum Einströmen der Frischladung zu lassen, während der Kolben bereits zum Verdichten ansetzt; das Auslassventil öffnet bereits zum Ende von Takt 3 und zwischen Takt 4 und 1 überlappen die Öffnungszeiten von Auslass- und Einlassventil

Bei einem konventionellen Ottomotor mit äußerer Gemischbildung wird Frischgas ({\displaystyle m_{Z}}, meist Benzin-Luft-Gemisch) angesaugt. Das für die Füllung nötige Druckgefälle zwischen Zylinder und Ansaugrohr wird entweder alleine durch den Ansaughub des Kolbens (Saugmotor) erreicht oder durch einen Verdichter unterstützt (Aufladung). Wenn der Ladungswechsel-Vorgang unendlich langsam statt fände, würde das Volumen des angesaugten Gemischs genau dem Hubraum entsprechen, vorausgesetzt, dass die Einlassventile genau im unteren Totpunkt (UT) schließen und die Auslassventile während des gesamten Vorgangs verschlossen sind.
Weil ein Ottomotor aber mit Drehzahlen von ca. 600 bis zu 17.000/min läuft, bleibt sehr wenig Zeit für den Einströmvorgang, so dass die einströmende Frischladung erstens einen Strömungswiderstand überwinden und zweitens beschleunigt und wieder abgebremst werden muss. Durch im Ansaugtrakt und Zylinder pulsierende Druckwellen, ungünstige Strömungen und die Ventilüberschneidung kann auch ein Teil der schon eingebrachten Frischladung wieder abfließen. So ist das effektive Volumen der Frischladung meist kleiner als der Hubraum, kann aber durch Resonanz-Effekte bei bestimmten Drehzahlen sogar größer sein (Resonanzaufladung).
Die Frischladung ist maßgeblich für die je Arbeitstakt umgesetzte Energiemenge und beeinflusst über den Mitteldruck direkt Drehmoment und Motorleistung. Ein Motor mit hohem Liefergrad hat folglich eine hohe hubraumspezifische Leistung.
Der Liefergrad für einen Ottomotor mit äußerer Gemischbildung ist definiert:
{\displaystyle \lambda _{l}={\frac {m_{Z}}{m_{\text{th}}}}={\frac {m_{\text{Luft}}+m_{\text{Benzin}}}{m_{\text{th}}}}={\frac {m_{\text{Luft}}+m_{\text{Benzin}}}{V_{h}\cdot \rho _{\text{th}}}}}

## Dieselmotor (innere Gemischbildung)

Viertaktzyklus beim Dieselmotor mit Direkteinspritzung (schematisch)

Bei einem Dieselmotor mit innerer Gemischbildung (Einspritzung) strömt beim Ladungswechsel nur Frischluft in den Brennraum und der Dieselkraftstoff wird erst während des Kompressionstaktes eingespritzt, so dass sich der Liefergrad nur auf die verfügbare Verbrennungsluft bezieht.
Der Liefergrad für einen Dieselmotor mit innerer Gemischbildung ist definiert:
{\displaystyle \lambda _{l}={\frac {m_{\text{Luft}}}{m_{\text{th}}}}}
Sonst gilt ähnliches wie für einen Ottomotor, denn die eingespritzte Kraftstoffmenge muss auf die verfügbare Frischluftladung abgestimmt sein, um das geforderte Verbrennungsluftverhältnis zu erreichen. Während jedoch der Ottomotor überwiegend durch Drosselung des Liefergrades gesteuert wird (Quantitätsregelung), setzt man beim Dieselmotor auch (Qualitätsregelung) ein, indem die Luftzahl verändert oder die Frischladung mit inertem Abgas gestreckt wird (Abgasrückführung): Das ist notwendig, weil der Diesel-Kreisprozess auch in Teillast einen ausreichend hohen Kompressionsdruck erfordert, um Zündung und gleichmäßige Verbrennung des Gemischs zu gewährleisten.

## Zweitaktmotor (Spülung)
Bei Zweitaktmotoren sind (trotz deren scheinbar einfacheren Aufbaus) die Verhältnisse des Ladungswechsels umso komplizierter, da beim stets unvollständigen Spülvorgang ein gewisser Anteil von Abgas verbleibt, der an der Verbrennung nur als inerter Ballast beteiligt ist. Prinzipiell übertragbar sind die Verhältnisse für äußere Gemischbildung beim klassischen Ottomotor bzw. für innere Gemischbildung bei Zweitaktmotoren mit Direkteinspritzung wie dem Zweitakt-Dieselmotor.

## Einstellmöglichkeiten
Es gibt viele Möglichkeiten, den Liefergrad zu erhöhen:
- größerer Strömungsquerschnitt beim Gaswechsel (Drei-, Vier-, Fünfventiltechnik, Schiebersteuerung).
- Die Einlassventile schließen in der Regel erheblich nach dem UT, und durch die Bewegungsenergie des Gemischs strömt noch nach dem UT weiteres Gemisch ein (Nachlade-Effekt). Durch Resonanzaufladung kann die Zylinderfüllung auch bei Saugmotoren größer sein als dem Hubraum entsprechen würde.
- Mit einem Schaltsaugrohr kann die Reonanzaufladung an die Drehzahl angepasst werden, so dass der Nachlade-Effekt in einem größeren Drehzahlbereich genutzt werden kann.

Die Gasgleichung für Luft
{\displaystyle m_{\text{Luft}}={\frac {p\cdot \ V}{R_{L}\cdot \ T}}}
führt auf zwei weitere Verfahren, die Füllung des Brennraumes zu erhöhen:
- Die Aufladung des Motors (Turbolader, Kompressor) erhöht den Druck {\displaystyle p} des Frischgases.
- Die Ladeluftkühlung senkt die Temperatur {\displaystyle T} des Frischgases.

Beide Maßnahmen vergrößern den Wert des Bruches und damit die dem Motor zugeführte Luftmasse.
Anmerkung: laut Definition wird die theoretische Luftmasse ({\displaystyle m_{\text{th}}}) mit den gleichen Werten für Dichte, Druck und Temperatur berechnet wie die Masse der tatsächlich zugeführten Luft ({\displaystyle m_{\text{Luft}}}). Das heißt: Aufladung und Ladeluftkühlung erhöhen zwar die Zylinderfüllung, jedoch nicht den Liefergrad.

## Weitere Begriffe

### Luftaufwand
Der Luftaufwand ist die Menge Frischgas bezogen auf die theoretisch mögliche (geometrische) Frischgasmenge, die während eines Arbeitsspiels durch den Brennraum strömt. Es werden also auch die Frischgasanteile mitgerechnet, die den Brennraum sofort wieder verlassen, ohne an der Verbrennung mitgewirkt zu haben. Das kann während der Ventilüberschneidung passieren (gleichzeitiges Öffnen von Einlass- und Auslassventil) oder auch durch Zurückströmen von Gemisch in das Ansaugrohr.

### Fanggrad
Das Verhältnis von tatsächlich im Brennraum verbleibendem Frischgas und Luftaufwand nennt man Fanggrad, weil der Anteil des Frischgases „eingefangen“ wurde.

### Spülgrad

Ladungswechsel beim Zweitaktmotor (hier mit Umkehrspülung)

Der Spülgrad hingegen gibt an, wie das Verhältnis von Frischgas zur Ladung (Frischgas und Restgas, das nicht ausströmen konnte) ist. Die Vorstellung, dass das Restgas (das ist das, was bei der Verbrennung am Ende übrig bleibt) nach der Verbrennung vollständig durch das Auslassventil entweicht, ist eine Idealvorstellung, die nicht ganz korrekt ist. Daher die Bezeichnung des Spülgrads.
Fanggrad und Spülgrad sind vor allem bei Zweitaktmotoren wichtige Größen, weil bei dieser Motorart der Auslass nahezu immer offen ist, wenn auch der Einlass offen ist. Es ist daher kaum zu vermeiden, dass Frischgas gleich wieder durch den Auslass entweicht (Kurzschlussspülung). Entwicklungsziel ist immer, diesen Spülverlust klein zu halten.

## Betriebswirtschaftslehre
Der Liefergrad (englisch customer service level) ist in der Betriebswirtschaftslehre der Quotient aus der Anzahl zeit- und bestellungsgerechter Lieferungen und der Anzahl der Bestellungen oder Aufträge.
{\displaystyle {\text{Liefergrad}}={\frac {\text{Lieferungen}}{\text{Anzahl der Bestellungen}}}}.
Der Liefergrad verbessert sich, wenn mehr Lieferungen bei gegebenen Bestellungen erfolgen und umgekehrt. Ein nahezu bei 100 % liegender Liefergrad erfordert jedoch hohe Sicherheitsbestände, erhöht die Lagerkosten und damit das Lagerrisiko. Kundenseitig ist mit hohem Liefergrad hohe Lieferbereitschaft, gute Lieferqualität und damit eine günstige Lieferantenbewertung verbunden.